# Karymskoje

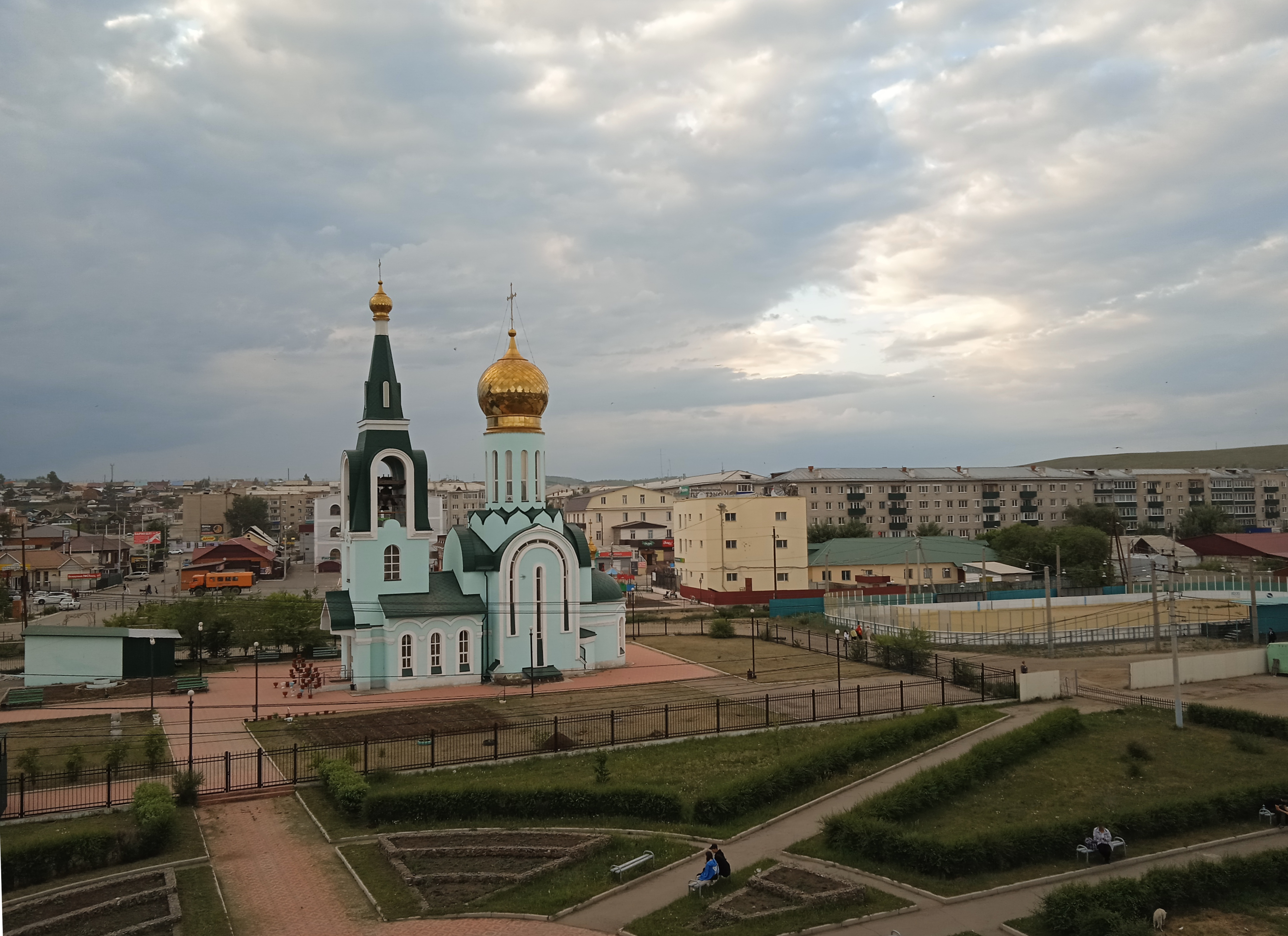
Bahnhofsplatz & Nikolaikirche (2023)

Karymskoje (russisch Карымское) ist eine Siedlung städtischen Typs in der Region Transbaikalien (Russland) mit 13.037 Einwohnern (Stand 14. Oktober 2010).

## Geographie
Die Siedlung liegt in Transbaikalien am linken Ufer des Amur-Quellflusses Ingoda, der hier das Daurische Gebirge im Norden vom Mogoituigebirge im Süden trennt, etwa 100 Kilometer südöstlich der Regionshauptstadt Tschita.
Karymskoje ist seit 1926 Verwaltungszentrum des gleichnamigen Rajons Karymskoje.

## Geschichte

### Vor der Revolution
Vermutlich 1761 gründeten die zur Orthodoxie bekehrten, der Nertschinsker Wojwodenkanzlei unterstellten Ewenkenfürsten Gantimurow ein Dorf unmittelbar am linken Ufer der Ingoda. Bekehrte Ewenken (damals Tungusen genannt) und Burjaten sowie Menschen gemischter Herkunft aus diesen Völker und Russen wurden als Karymen oder Charymen bezeichnet, was dem Ort seinen seit 1858 (nach anderen Angaben 1878) bekannten Namen gab.
Nachdem der Ort und das Nachbardorf Bajandarga 1897 von einem Hochwasser zerstört wurden, siedelten die Bewohner zur nahen, im Vorjahr in höherer Lage errichteten Station Karymskaja des Transbaikalabschnittes der Transsibirischen Eisenbahn um. Ebenfalls 1897 wurde mit dem Bau der Chinesischen Osteisenbahn begonnen, die etwas weiter östlich, zwischen den Stationen Kitaiski rasjesd (heute Tarskaja) und Kaidalowo von der Transbaikalstrecke abzweigt.

### Moderne
Anfang der 1930er Jahre wurde mit dem zweigleisigen Ausbau des Transsib-Abschnittes Karymskaja–Chabarowsk begonnen. In diesem Zusammenhang wurde die Station erheblich vergrößert, um Depot und Werkstätten erweitert und zum Anschlussbahnhof für die Strecke Richtung China ausgebaut (ein Ausbau der nahe der eigentlichen Streckenverzweigung gelegenen Station Tarskaja war wegen der Lage im dort bedeutend engeren Tal der Ingoda nicht möglich). In Folge wuchsen Bedeutung und Einwohnerzahl von Karymskoje, sodass 1935 der Status einer Siedlung städtischen Typs verliehen wurde.
Am 22. Juni 1936 wurde einem Zug bei Karymskoje das Signal „Fahrt frei“ erteilt, obwohl auf dem freigegebenen Streckenabschnitt noch ein Zug stand. Es kam zu einem Auffahrunfall, bei dem 51 Menschen starben und 52 darüber hinaus verletzt wurden. 13 Personen wurden angeklagt, der Fahrdienstleiter zum Tode verurteilt.

### Bevölkerungsentwicklung
| Jahr | Einwohner |
| ---- | --------- |
| 1907 | 294       |
| 1939 | 9.322     |
| 1959 | 10.389    |
| 1970 | 12.506    |
| 1979 | 14.446    |
| 1989 | 15.692    |
| 2002 | 12.440    |
| 2010 | 13.037    |

Anmerkung: ab 1959 Volkszählungsdaten

## Kultur und Sehenswürdigkeiten
In Karymskoje gibt es ein Heimatmuseum.

## Wirtschaft und Infrastruktur
In Karymskoje befindet sich ein bedeutender Bahnhof der Transsibirischen Eisenbahn (Station Karymskaja der höchsten russischen Bahnhofskategorie I; Streckenkilometer 6294 ab Moskau), von der östlich die Strecke nach Sabaikalsk und über die Grenze in die Volksrepublik China abzweigt.
Durch die Siedlung führt eine Straße von Darassun an der Fernstraße A166 Tschita–Sabaikalsk entlang dem linken Ufer der Ingoda zur R426 Mogoitui–Sretensk, die zwischen Perwomaiski und Schilka erreicht wird.
Neben Betrieben des Eisenbahnverkehrs gibt es in Karymskoje Unternehmen der Bau- und Holzwirtschaft sowie der Lebensmittelindustrie.